# Luvsjön
Luvsjön är en sjö i utkanten av Katrineholm i Katrineholms kommun i Södermanland och ingår i Nyköpingsåns huvudavrinningsområde. Intill sjön ligger ett bostadsområde med samma namn som bland annat består av ett flertal villor byggda efter 2000.